# Cerro Grande (La Serena)
O Cerro Grande é a maior elevação da cidade de  La Serena. Ele contém as comunicações e antenas de televisão que cobrem a área  La Serena e de Coquimbo, Região de Coquimbo.

## História
Nas encostas da colina ocorreu a Batalha de Cerro Grande em 29 de Abril de 1859, que se tornou uma vitória decisiva do governo, derrotando os rebeldes que eram liderados por Pedro Leon Gallo. Após este confronto foi terminada a Revolução de 1859.